# 군산영광중학교
군산영광중학교(群山榮光中學校)는 대한민국 전북특별자치도 군산시 중앙로2가에 있는 사립 중학교이다.

## 학교 연혁
- 1965년 4월 21일 : 학교법인 영광학원(永光學園)설립, 초대 이사장 손재덕 장로 취임
- 1965년 4월 21일 : 문교부장관으로부터 멜본딘여자 중.고등학교로 인가
- 1980년 3월 1일 : 군산영광여자중학교로 교명 변경
- 2000년 3월 2일 : 군산영광중학교로 교명 변경
- 2022년 9월 1일 : 제12대 교장 차순영 장로 취임
- 2022년 10월 7일 : 제4대 이사장 손성욱 장로 취임
- 2024년 1월 5일 : 제59회 졸업식 졸업생 165명(총 16,218명)
- 2024년 3월 4일 : 신입생 124명 입학(남학생 63명, 여학생 61명)

## 참고 자료
- 군산영광중학교 - 한국교육학술정보원 학교알리미